# 拉賈巴薩火山
拉賈巴薩火山是印度尼西亞的火山，位於蘇門答臘的東南端，海拔高度1,281米，山頂有一個長700米、闊500米的火山口，山坡被植被覆蓋，山腳和山坡上的火山噴氣孔在1863年4月和1892年5月變得活躍。